# 마리오 피수

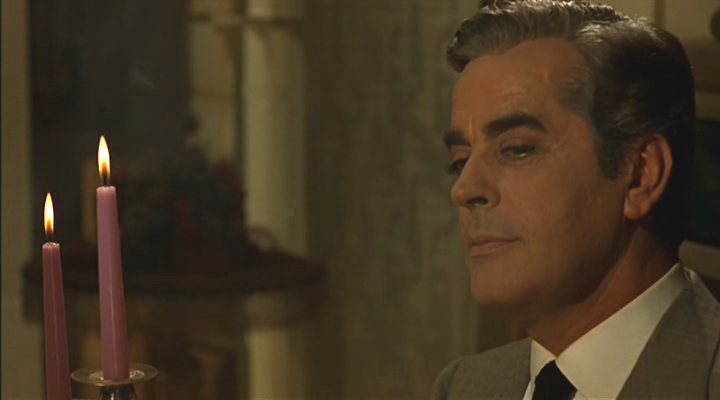

마리오 피수(Mario Pisu, 1910년 5월 21일 ~ 1976년 7월 17일)는 이탈리아의 영화배우, 텔레비전 배우이다.
벨레트리에서 뇌출혈로 사망하였다.

## 영화
- 미, 미, 미... 앤 디 아더스 (1966년)
- 영혼의 줄리에타 (1965년)
- 동지 (1963년)
- 조로와 삼총사 (1963년)
- 8과 1/2 (1963년)
- 로링 이어스 (1962년)
- 코사크 (1959년)